# Uri Lupolianski
Uri Lupolianski (hebr. אורי לופוליאנסקי, ur. 1951) – izraelski polityk, w latach 2003–2008 pełnił funkcję burmistrza Jerozolimy.
Urodził się w Hajfie, w Izraelu. Po ukończeniu edukacji służył w izraelskiej armii, a następnie był nauczycielem w szkole religijnej w Jerozolimie. W 1976 utworzył organizację Yad Sarah, która zajmuje się pomocą i wypożyczaniem sprzętu rehabilitacyjnego dla osób starych i chorych w Izraelu. Obecnie w 96 oddziałach organizacji pracuje około 6000 ochotników. Za pracę w Yad Sarah Lupolianski otrzymał wiele nagród.
Lupolianski został wybrany do rady miejskiej Jerozolimy w 1989. Objął stanowisko przewodniczącego komisji planowania i budownictwa.
Jest członkiem Partii Tory. Był jedynym ultraortodoksyjnym Żydem wybranym w Izraelu na urząd burmistrza Jerozolimy.
Jest żonaty, ma 12 dzieci.

## Odznaczenia
- Krzyż Oficerski Orderu Gwiazdy Rumunii (Rumunia, 2004)[1]